# V Стріли
V Стріли або V Sagittae, скор. V Sge — катаклізматична система змінної подвійної зорі в сузір'ї Стріли, яка, ймовірно, скоро спалахне як нова і стане однією з найяскравіших зір в Чумацькому Шляху. Перебуває на відстані 8 тис. св. років від Землі. Система складається із зорі головної послідовності масою близько 3,3 M☉ та білого карлика з масою приблизно 0,9 M☉. Той факт, що білий карлик є менш масивним, ніж головна зоря, є досить незвичним. V Стріли — єдине джерело надм'якого рентгенівського випромінювання серед виявлених немагнітних катаклізматичних змінних зір.
V Стріли збільшився в 10 разів[уточнити] за 100 років. Очікується, що вона продовжить збільшуватись і приблизно 2083 року (± 11 років) ненадовго стане найяскравішою зорею на нічному небі. Згодом вона перетвориться у нову зорю і, зрештою, перейде у стадію червоного гіганта.
Зорі обертаються одна навколо одної з періодом 0,514 доби і затемнюють одна одну. З 1909 по 2017 рік спостерігалося 162 затемнення. Система перебуває на завершальній стадії зближення компонентів по спіралі, період зменшується на 4,73× 10-10 доби за оберт.
Речовина з більшої зорі накопичується на білому карлику з експоненціально зростаючою швидкістю, породжуючи величезний зоряний вітер. Час подвоєння складає близько 89 років.